# Heinz Günter (Basketballfunktionär)

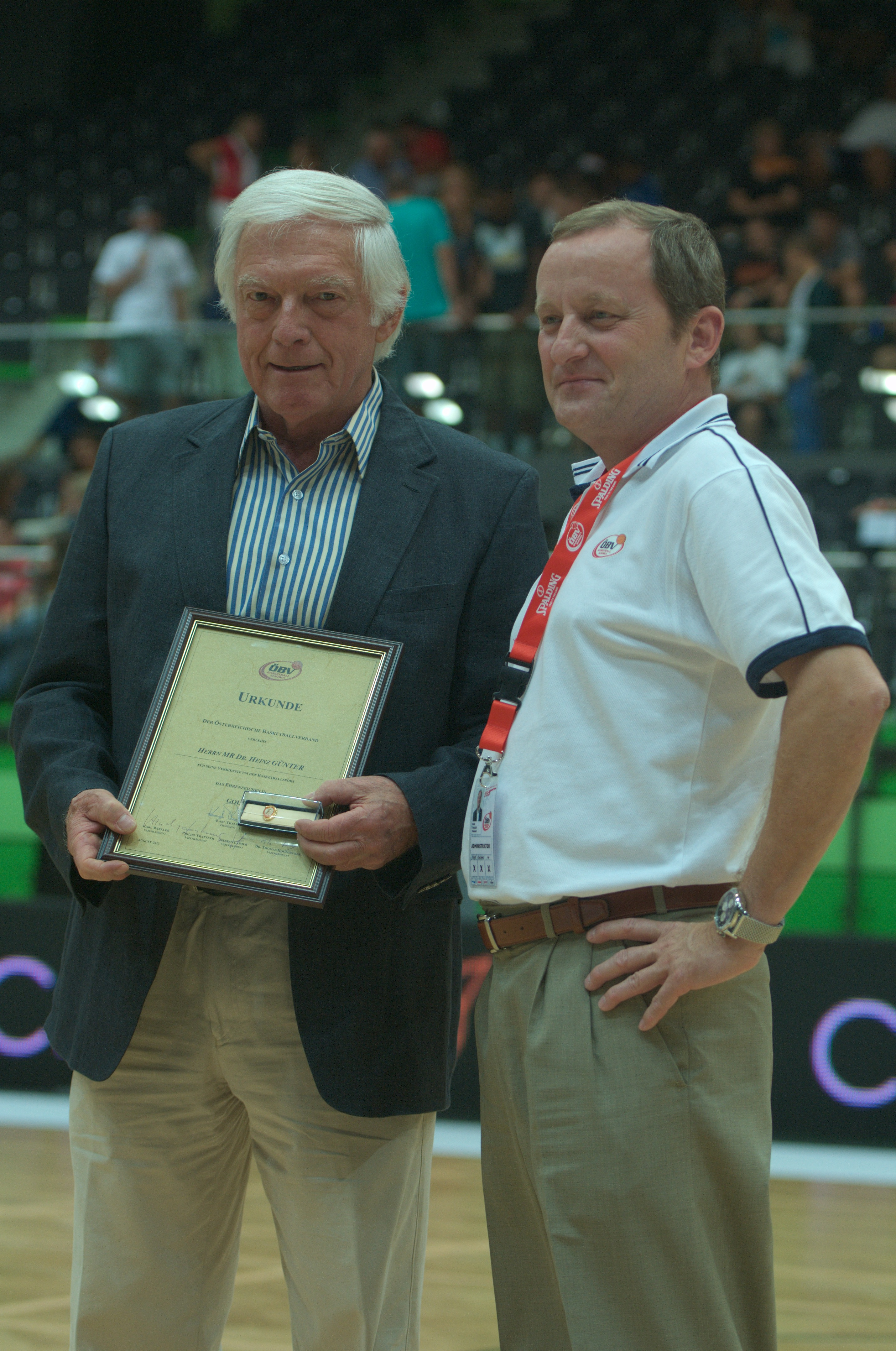
Heinz Günter (links) mit Karl Thaller, 2012

Heinz Günter (* 1937/1938; † 2. Juni 2023) war ein österreichischer Basketballfunktionär und -spieler.

## Leben
Günter spielte Basketball in der Jugendabteilung von Union Babenberg. 1957 wurde er mit der Herrenmannschaft des Vereins österreichischer Staatsmeister.
Der beruflich als Arzt (Chirurg) tätige Günter war ab 1977 Mitglied des Medizinausschusses des Basketballweltverbandes FIBA. Er war zeitweise Vorsitzender des Gremiums. Als Mannschaftsarzt war er für den UBSC Wien sowie die österreichische Nationalmannschaft beschäftigt.